# Tottenham Hotspur Football Club Women
Pour les articles homonymes, voir Tottenham.
Ne doit pas être confondu avec l'équipe masculine Tottenham Hotspur Football Club.
Maillots
Tottenham Hotspur Women Football Club est un club féminin de football basé à Cheshunt dans le nord de Londres. Il s'agit de la section féminine du Tottenham Hotspur Football Club. Fondé en 1985 sous le nom de Broxbourne Ladies, il évolue à partir de la saison 2019-2020 en première division du championnat anglais de football.

## Histoire
En 1985, le club a été fondé sous le nom de Broxbourne Ladies par Sue Sharples et Kay Lovelock, à la suite de l'arrêt de l'équipe de football du East Herts College. 
En 2016, l'équipe se rapproche du Tottenham Hotspur et en prend le nom. Dans le même temps, l'équipe quitte son stade habituel de Barrows Farm pour s'installer dans la ville de Cheshunt au nord de Londres. Elle joue depuis cette date au Cheshunt Stadium.
Lors de la saison 2016-2017, Tottenham remporte les play-off de la troisième division après avoir terminé à la première place du groupe sud. L'équipe bat en finale Blackburn. Cette victoire lui donne la possibilité de jouer pour la première fois en deuxième division anglaise. En 2018, la FA annonce sa volonté de réformer les deux premières divisions du championnat féminin afin de le professionnaliser et de le rendre à terme plus compétitif. Tottenham fait alors acte de candidature pour une licence afin de participer au Championship.
En 2018-2019, Tottenham termine à la deuxième place derrière Manchester United. Le club gagne ainsi le droit de disputer le championnat de première division à partir de septembre 2019.

## Palmarès
- Coupe d'Angleterre
  - Finaliste : 2024
- FA Women's Premier League Cup
  - Vainqueur : 2016 et 2017